# Dicranota (Dicranota) rainierensis
Dicranota (Dicranota) rainierensis is een tweevleugelige uit de familie Pediciidae. De soort komt voor in het Nearctisch gebied.